# Gießharztransformator

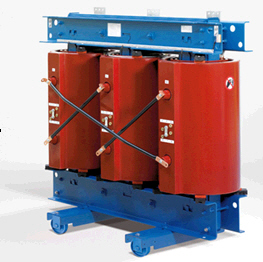
Gießharztransformator

Als Gießharztransformator wird ein Leistungstransformator für die Energietechnik bezeichnet, dessen Isolierung der Oberspannungswicklungen aus Gießharz besteht und in welchem kein Transformatorenöl eingesetzt wird. Er wird deswegen oft auch als Trockentransformator bezeichnet, wobei dieser Begriff streng genommen alle Transformatoren einschließt, die keine flüssigen Isolierstoffe enthalten, wie z. B. auch rein aramidisolierte Transformatoren.

## Unterschiede zum flüssigkeitsgefüllten Transformator

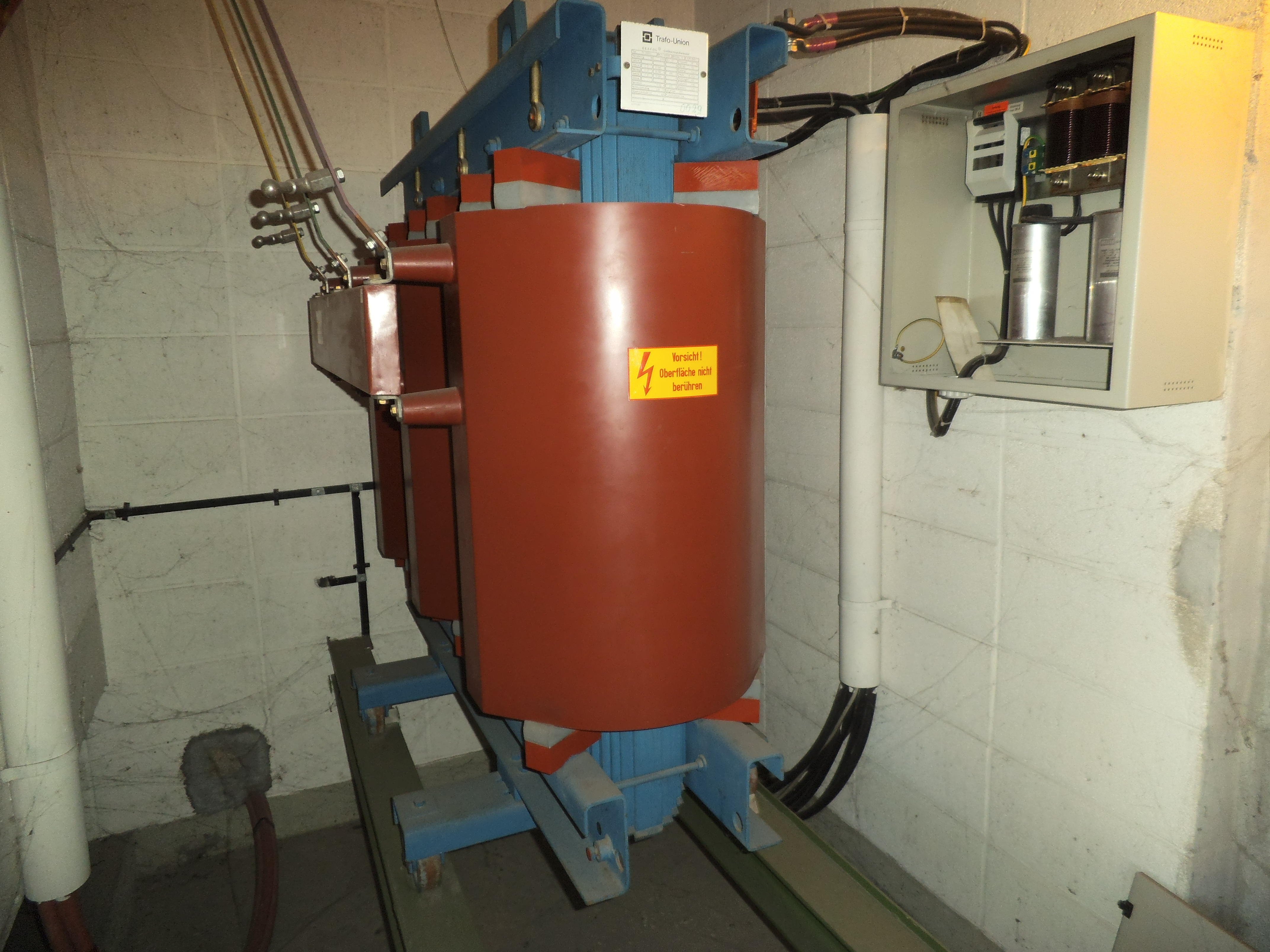
Gießharztransformator 400 kVA in Trafostation

Bei flüssigkeitsgefüllten Transformatoren sorgt das Transformatorenöl für die elektrische Isolierung und die Abführung der Verlustwärme. Beim Gießharztransformator ist die Oberspannungswicklung in Epoxidharz eingegossen, in der Unterspannungswicklung kommen andere feste Isolierstoffe wie Prepreg zum Einsatz. Die Isolierung der Spulen zueinander und zum Kern wird durch ausreichend große Luftabstände gewährleistet. Ein vertikaler Luftstrom entlang den Spulenoberflächen und in Kühlkanälen in den Spulen sorgt für die Abführung der Verlustwärme. Aufgrund von Konvektion entsteht der Luftstrom von selbst (Kühlungsart AN – Air Natural) oder er wird mit Lüftern zusätzlich verstärkt (Kühlungsart AF – Air Forced). Mit dem Transformatorenöl entfällt beim Gießharztransformator auch die damit verbundene Brand- und Grundwassergefahr.
Folglich werden Gießharztransformatoren besonders dort eingesetzt, wo wegen der räumlichen Nähe zu Personen oder Sachwerten ölgefüllte Transformatoren nicht oder nur mit erheblichen Maßnahmen zum Brandschutz, wie z. B. Brandschutzwänden, aufgestellt werden können. Auch entfallen Ölauffanggruben zum Grundwasserschutz. Mit Gießharztransformatoren ist deswegen auch die Möglichkeit einer einfachen Ortsveränderung gegeben. Weiterhin sind sie weitgehend wartungsfrei, da z. B. keine Undichtigkeiten wie bei flüssigkeitsgefüllten Transformatoren auftreten können und die Problematik der Hydrolyse des Transformatorenöles und dessen eventuell notwendige Aufbereitung entfällt.
Andererseits verfügen die beim Gießharztransformator eingesetzten Isoliermedien im Vergleich zu Transformatorenöl über eine geringere Durchschlagsfestigkeit. Auch kann durch die Luftkühlung die Verlustwärme schlechter abgeführt werden als durch Flüssigkeitskühlung. Deswegen sind Gießharztransformatoren in der Regel auf einen Leistungsbereich von 50 kVA bis 40 MVA und auf Betriebsspannungen bis 36 kV beschränkt. Sie werden nur im Bereich des Mittelspannungsnetzes eingesetzt, vorwiegend als Verteiltransformatoren. Weiterhin müssen Gießharztransformatoren mit größeren Abständen zwischen den spannungsführenden Teilen ausgelegt werden, um dem geringeren Isoliervermögen Rechnung zu tragen. Die schlechteren Kühleigenschaften müssen durch niedrigere Verluste oder eine größere Spulenoberfläche zur Wärmeabgabe ausgeglichen werden. Dies führt zu größeren Abmessungen und höherem Materialeinsatz im Vergleich zu einem Öltransformator gleicher Leistung und Betriebsspannung. Außerdem ist die Spulenoberfläche von Gießharztransformatoren nicht potentialfrei. Trockentransformatoren sind deswegen im Unterschied zu flüssigkeitsgefüllten Transformatoren, die von einem schützenden, geerdeten Kessel umgeben sind, grundsätzlich anfälliger gegen Feuchte und Verschmutzung, daher ohne Gehäuse nicht für Freiluftaufstellung geeignet und auch nicht berührungssicher. Da die Isolation teilweise durch die umgebende Luft gewährleistet wird, müssen Gießharztransformatoren für große Aufstellungshöhen (nach Norm > 1000 m) mit größeren Abständen ausgelegt werden, um die mit dem Druck abnehmende Durchschlagsfestigkeit der Luft auszugleichen. Während Isolationsfehler in flüssigen Isoliermedien durch Fortströmen der Zersetzungsprodukte in einem gewissen Maß von selbst beseitigt werden, fehlt dieser Selbstheilungsmechanismus in einer Feststoffisolation. Entladungen in der Luftstrecke eines Gießharztransformators bleiben dagegen aber folgenlos, solange die Feststoffisolation nicht beschädigt wird.

## Aufbau

### Kern
Der Kern wird wie bei flüssigkeitsgefüllten Transformatoren häufig als Dreischenkelkern aus beidseitig isolierten Elektroblechen ausgeführt. Allerdings ist beim Gießharztrafo noch eine Lackierung notwendig, um den Korrosionsschutz zu gewährleisten, da der Kern nicht von Öl umgeben ist.

### Oberspannungswicklungen
Als Leitermaterial wird in den Oberspannungswicklungen Kupfer, oft aber auch Aluminium eingesetzt. Der thermische Ausdehnungskoeffizient von Aluminium ist höher als der von Kupfer und liegt damit näher an dem von Gießharz. So vermindert ein Aluminiumleiter die inneren mechanischen Spannungen in der Spule infolge von Temperaturschwankungen und damit die Gefahr von Rissen in der Isolierung. Die Wicklung kann entweder als Drahtwicklung oder als Bandwicklung mit Kunststofffolie als Lagenisolation zwischen den einzelnen Windungen ausgeführt werden. Die Spule wird nach dem Wickeln unter Vakuum mit Epoxidharz vergossen. Dies gewährleistet eine ausreichende elektrische und mechanische Festigkeit der Wicklung und einen Schutz vor Verschmutzung und Feuchte. Der Verguss darf keine Hohlräume oder Blasen aufweisen, die sonst zu Teilentladungen führen und so langfristig den Spannungsdurchschlag der Isolation bewirken können.
Das Gießharz dient dabei primär der gegenseitigen Isolierung der elektrischen Leiter innerhalb der Spule. Zur Unterspannungsspule und zum Kern hin existiert noch eine Luftstrecke. Infolge der unterschiedlichen relativen Permittivität von Luft ({\displaystyle \varepsilon _{r}=1}) und Gießharz ({\displaystyle \varepsilon _{r}=4...5}) wird das elektrische Feld in die Luft „gedrängt“, es wird also auf diesen Isolierstrecken nur ein geringer Teil der Spannung im Gießharz abgebaut. Deswegen dürfen die Spulen im Betrieb auch nicht auf der Oberfläche berührt werden.
Die Isolierung entspricht meist der Isolierstoffklasse F oder H.

### Unterspannungswicklungen
Aluminium- oder Kupferband dient als Leiter in der Unterspannungswicklung, als Lagenisolation wird meist Prepreg eingesetzt. Dieses isoliert die Windungen nicht nur elektrisch voneinander, sondern verklebt sie auch miteinander und stellt so eine ausreichende mechanische Festigkeit im Falle eines Kurzschlusses sicher. Die Isolierstoffklasse ist auch hier meist F oder H.

### Anschlusselemente und Zubehör
Neben Schienen und Rohren als Verbindungs- und Anschlusselemente besteht das weitere Zubehör aus Temperatursensoren zum Schutz des Transformators gegen Überlastung und, falls benötigt, aus Rollen zum Transport und Überspannungsableitern.

## Umgebungs-, Klima- und Brandklassen
Die Prüfung von Trockentransformatoren nach DIN EN 60076-11 unterscheidet sich nicht grundsätzlich von der von flüssigkeitsgefüllten Transformatoren. Allerdings werden Trockentransformatoren zusätzlich in Umgebungs-, Klima- und Brandklassen eingeteilt, die auf Kundenwunsch durch eine Sonderprüfung, d. h. an einem Transformator stellvertretend für eine Baureihe, nachzuweisen sind.

### Umgebungsklassen E0 – E3
Die Umgebungsklasse gibt Auskunft darüber, bis zu welchem Grad der Transformator auch bei widrigen Umgebungsbedingungen wie hoher Luftfeuchte, Kondensation und Verschmutzung einsatzfähig ist. Es gilt für:
- E0: Kondensation darf am Transformator nicht auftreten, die Verschmutzung ist vernachlässigbar. D. h. der Trafo muss in einem trockenen und staubfreien Innenraum aufgestellt werden. Für diese Klasse ist kein Prüfnachweis erforderlich
- E1: Gelegentliche Kondensation und Verschmutzung in begrenztem Umfang ist zulässig. Diese Klasse kann durch eine Feuchteniederschlagsprüfung erfolgen. Dabei wird der Transformator für 6 h in einer Kammer einer Luftfeuchtigkeit von mehr als 93 % ausgesetzt, was durch Zerstäubung von Wasser erreicht wird. Das Wasser muss eine elektrische Leitfähigkeit zwischen 0,1 S/m und 0,3 S/m haben, so dass durch Betauung eine leitende Wasserschicht auf dem Transformator entsteht. Danach wird der Trafo 15 min lang mit 1,1-facher Nennspannung betrieben. Dabei darf kein Überschlag oder gefährliche Kriechwegbildung auftreten.

- E2: Häufige Kondensation und/oder starke Verschmutzung ist möglich. Zum Nachweis wird die Prüfung wie für E1 durchgeführt, allerdings mit leitfähigerem Wasser im Bereich von 0,5 S/m bis 1,5 S/m. Zusätzlich ist eine Feuchteeindringprüfung durchzuführen. Dabei wird der Trafo 144 h bei 50 °C und 90 % Luftfeuchtigkeit gelagert und dann den genormten Prüfungen mit angelegter und induzierter Wechselspannung unterzogen, allerdings mit auf 80 % reduzierten Spannungswerten. Auch hier darf kein Überschlag oder gefährliche Kriechwegbildung auftreten. So wird zusätzlich nachgewiesen, dass kein Schaden durch in den Transformator allmählich eindringende Feuchte verursacht wird.

- E3: DIN EN 60076-16 (Transformatoren für Windenergieanlagen-Anwendungen) beschreibt zusätzlich eine noch höhere Klasse E3. Sie unterscheidet sich von E2 durch eine weitere Erhöhung der Leitfähigkeit des bei der Feuchteniederschlagsprüfung eingesetzten Wassers auf 3,6 S/m bis 4 S/m und einer auf 95 % erhöhten Luftfeuchtigkeit bei der Eindringprüfung.

### Klimaklassen C1 und C2
Diese Klimaklasse legt fest, bei welchen Minimaltemperaturen der Trafo transportiert, gelagert und betrieben werden kann. Durch Temperaturwechsel (ausgeschalteter Trafo: Umgebungstemperatur, Trafo bei Nennbetrieb: üblicherweise > 100 °C) kann die Gießharzisolierung bei falscher Bemessung Risse infolge der unterschiedlichen Ausdehnungskoeffizienten von Leitermaterial und Gießharz bekommen. Es gilt dann für
- C1: Der Trafo darf nicht unter −5 °C Umgebungstemperatur betrieben, aber bis −25 °C gelagert und transportiert werden. Diese Klimaklasse ist durch ein Abkühlen des Trafos auf −25 °C, Erwärmen auf −5 °C in 4 h und anschließendes rasches, schockartiges Aufheizen mit zweifachem Nennstrom nachzuweisen. Die Endtemperatur wird durch die Isolierstoffklasse festgelegt (z. B. 140 °C für F). Die Isolierung darf nach der Prüfung keine Risse oder Schlitze aufweisen, der Trafo muss die genormten Spannungsprüfungen mit auf 80 % reduzierten Spannungswerten, sowie Teilentladungsprüfungen bestehen.

- C2: Der Trafo kann bis −25 °C Umgebungstemperatur transportiert, gelagert und betrieben werden. Der Nachweis erfolgt wie bei C1, allerdings beginnt das Aufheizen mit zweifachem Nennstrom bereits bei −25 °C, das langsame Erwärmen auf −5 °C entfällt.

### Brandklassen F0 und F1
Die Brandklasse gibt über die Brandlast bei einem Feuer in der Umgebung des Transformators und die Entwicklung von giftigen und sichtbehindernden Rauchgasen Aufschluss.
- F0: Es ist kein bestimmtes Brandrisiko zu berücksichtigen. Die Abgabe toxischer Stoffe und sichtbehindernder Rauches muss trotzdem auf ein Mindestmaß herabgesetzt werden.

- F1: Eine Begrenzung der Brandgefahr ist erforderlich. Die Abgabe toxischer Stoffe und sichtbehindernder Rauches muss auf ein Mindestmaß herabgesetzt werden. Zum Nachweis wird „ein Drittel“ des Transformators, also eine Ober- und eine Unterspannungsspule mit Kernschenkel in einer Brandkammer einer Beflammung durch entzündeten Alkohol und einer Bestrahlung durch einen Radiator ausgesetzt. Dabei dürfen bestimmte Maximaltemperaturen im Schornstein der Kammer nicht überschritten werden. Auch darf der Lichttransmissionsgrad im Rauch bestimmte Werte nicht unterschreiten.

## Anwendungsbereiche
Die klassischen Einsatzgebiete des Gießharztransformators liegen dort, wo ein großer, räumlich konzentrierter Leistungsbedarf in der Nähe von Personen oder hohen Sachwerten besteht und/oder eine Wartung unvorteilhaft oder sogar unmöglich ist. Die Gießharztransformatoren können dort aufgrund ihrer geringen Brandlast nahe am Verbraucher installiert werden, sodass man die verlustarme Mittelspannung nahe zum Verbraucher heranführen kann und die mit höheren Verlusten behafteten Niederspannungsleitungen kürzer ausfallen können. Dies ist in Gebäudekomplexen wie Warenhäusern, Bürogebäuden, Krankenhäusern und Flughäfen der Fall, ebenso bei Industrieanlagen, U- und S-Bahnen. Als Stromrichtertrafo kommen sie auf Bohrinseln, Schiffen, Kränen, in Walzwerken und Papierfabriken und im Bergbau zum Einsatz.
Mit der Verbreitung der Windenergie hat sich ein neuer Anwendungsbereich eröffnet: In Offshore- und Onshore-Windkraftanlagen wird häufig ein Gießharztransformator in der Gondel installiert, um die Generatorspannung auf die Netzspannung herauf zu transformieren.